# Баодада

Баодада́ (Вайли BD-) — дакчха одной из двухсот инициалей тибетского языка (бао — приставка, да — коренная буква, ачунг — нулевая финаль, произношение — да). Баодада одна из 13 инициалей, образованных буквой «да» и одна из 40 инициалей с приставкой «бао». В тибетском словаре находится в букве «да»  между инициалями гаодада и маодада.

## Примеры слов

— Дюн

- Дак — я (личн.мест., писм.яз.)
- Дюн — семь
- Дэнпа — истина.
- Да — гнать
- Тибетско-русский словарь Рерих Ю. Н. (Баодада — 4 том, стр. 248—272)